# Racopilum thomeanum
Racopilum thomeanum är en bladmossart som beskrevs av Brotherus 1890. Racopilum thomeanum ingår i släktet Racopilum och familjen Racopilaceae. Inga underarter finns listade i Catalogue of Life.